# Khimik-OPZ Yuzhny
El BK Khimik-OPZ Yuzhne (en ucraniano: Хімік Южне) es un equipo de baloncesto ucraniano con sede en la ciudad de Yuzhne, que compite en la Superleague, la primera división del baloncesto ucraniano, y en la FIBA European Cup, la tercera competición europea. Disputa sus partidos en el FGC Olimpo, con capacidad para 2000 espectadores.

## Palmarés
- Campeón  Superliga de Baloncesto de Ucrania (3): 2015, 2016, 2019
  - Subcampeón  Superliga 2014
- Campeón Copa de Ucrania (1): 2016
- Campeón Higher League D2 (2002)
- Subcampeón EuroCup Challenge (2006)

## Resultados
| Temporada | División | Liga        | Posición | Play-Offs        | Copa Ucraniana | Competición Europea               |
| --------- | -------- | ----------- | -------- | ---------------- | -------------- | --------------------------------- |
| 2007–08   | 1        | Superleague | 3        | Semifinales      |                | 3 Eurocup-Cuartos de final        |
| 2008–09   | 1        | Superleague | 4        | Semifinales      | Semifinales    | 3 EuroChallenge-Fase de grupos    |
| 2009–10   | 1        | Superleague | 10       | –                |                | 3 EuroChallenge-Fase de grupos    |
| 2010–11   | 1        | Superleague | 12       | –                |                | 3 EuroChallenge-Fase de grupos    |
| 2011–12   | 1        | Superleague | 4        | Cuartos de final | Semifinales    | 3 EuroChallenge-Fase de grupos    |
| 2012–13   | 1        | Superleague | 4        | Cuartos de final |                | 3 EuroChallenge-Cuartos de final  |
| 2013–14   | 1        | Superleague | 1        | Subcampeón       | –              | 2 Eurocup-Octavos de final        |
| 2014–15   | 1        | Superleague | 1        | Campeón          | –              | –                                 |
| 2015–16   | 1        | Superleague | 1        | Campeón          | Campeón        | 3 Eurocup-Cuartos de final        |
| 2016–17   | 1        | Superleague | 2        | Subcampeón       | –              | 3 Champions League-Fase de grupos |

## Jugadores destacados
| - Mikalai Aliakseyeu - Arseni Kuchinsky - Oleg Yushkin - Edin Bavčić - Elvir Ovčina - Devoe Joseph - Toni Bizaca - Luka Drezga - Dubravko Zemljic - Liam Potter - Georgios Diamantopoulos - Márton Báder - Stephen Shaw - Kimani Ffriend - Rolands Freimanis - Juris Umbraško - Arvydas Eitutavičius - Linas Juknevičius - Andrius Lepinaitis - Martynas Mažeika - Paulius Počiuipa - Kęstutis Šeštokas - Arvydas Straupis - Edgaras Želionis - Darko Sokolov - Ivan Koljević - Žarko Rakočević - Ranko Stevovic |  | - Victor Khryapa - Aleksandr Kolesnikov - Vitali Kuznetsov - Luka Hocevar - Saša Bratić - Goran Ćakić - Nenad Čanak - Srdjan Djuric - Dragan Dojčin - Danilo Fatic - Nikola Lepojevic - Sava Lešić - Miloš Marković - Predrag Miletić - Marko Pekovic - Nemanja Protić - Mlađan Šilobad - Stefan Sinovec - Aleksandar Subara - Vladimir Tica - Vladan Živković - Andriy Agafonov - Vyacheslav Bobrov - Yurii Frasenyuk - Denis Ikovlev - Andrii Kalnichenko |  | - Oleksandr Kolchenko - Vitaliy Kovalenko - Serguéi Lischuk - Sergei Popov - Artem Pustovyi - Igor Zaytsev - Lawrence Abney - LaVell Blanchard - Christopher Booker - Melvin Buckley - Russell Carter - Paul Delaney - Travis Garrison - Matt Gatens - Jarius Glenn - Cedric Henderson - Louis Hinnant - Chris Howard - Wykeen Kelly - Aaron McGhee - Akida McLain - Curtis Millage - Darrel Mitchell - Chris Monroe - Ricky Moore |  | - Ramone Moore - Derek Needham - Aaron Nixon - Travis Reed - Jamal Shuler - Omni Smith - Reyshawn Terry - John Thomas - Romeo Travis - Brian Wethers - Lorenzo Williams - / Suad Šehović - / Miroslav Todić - / Antoine Gillespie - / Vasil Evtimov - / Olu Famutimi - / Aleksandar Đurić - / Saša Vasiljević - / Vernon Goodridge - / Willie Deane - / Dominic Calegari - / Jarrius Jackson - / Lance Allred |